# Campylonotus arntzianus
Campylonotus arntzianus is een garnalensoort uit de familie van de Campylonotidae. De wetenschappelijke naam van de soort is voor het eerst geldig gepubliceerd in 2003 door Thatje.